# Amylosporomyces camelicolor
Amylosporomyces camelicolor är en svampart som beskrevs av Khara 1988. Amylosporomyces camelicolor ingår i släktet Amylosporomyces och familjen Stereaceae.   Inga underarter finns listade i Catalogue of Life.